# Magyarnándor
Magyarnándor község Nógrád vármegyében, a Balassagyarmati járásban.

## Fekvése
Az ország északi részében, az Északi-középhegység részét képező Cserhát középén, alacsony hegyek, dombok között helyezkedik el, Balassagyarmattól 14 kilométerre délre.

### Megközelítése
Kelet-nyugat és észak-dél irányú utak kereszteződésében található a község. Így az Aszód-Balassagyarmat közötti úton Szlovákia, illetve a Rétság-Bánk-Romhány felőli út folytatásaként Cserháthalápon át Hollókő, vagy Pásztó és a Mátra, esetleg Hatvan és az Alföld felé lehet eljutni. Budapest közúton 90 kilométer, Gyöngyös 70 kilométer után érhető el. Magyarnándorból Budapestre vasúton közvetlenül lehet eljutni.
Legfontosabb közúti megközelítési útvonala a 2108-as útra, amely Balassagyarmat és Aszód között húzódva végighalad Magyarnándor központján is; nyugati szomszédaival (Debercsény, Szente, Kétbodony) a 2118-as út, Szandával és Terénnyel a 2124-es út, Cserháthaláppal a 2125-ös út köti össze.
A hazai vasútvonalak közül az Aszód–Balassagyarmat–Ipolytarnóc-vasútvonal érinti, amelynek egy megállási pontja van itt. Magyarnándor vasútállomás közúti elérését a 2125-ös útból kiágazó, nyúlfarknyi 21 331-es út teszi lehetővé.

## Nevének eredete
A település neve eredetileg Nándor volt, ami talán egy bolgár népnév lehetett. A név alapján feltételezhető, hogy a 9. századi bolgár dukátus idején – ami a mai Nógrádban érte el területének legészakibb kiterjedését – katonai szállást létesíthettek ezen a helyen.[forrás?] A magyar jelzőt a község 1906-ban kapta.

## Története
Nándor (Magyarnándor) első írásos említése egy, a váci káptalan által 1287-ben kiállított oklevélből való. 1332-ben a falu plébániája már fennállt. Említették a település nevét 1336-ban is az esztergomi érsekség tizedjegyzékében. Nándorban magyar ajkú, római katolikus vallású lakosok telepedtek le. Szlovák telepesek (mint a környékbeli falvakba) nem érkeztek.
Egy 1542. évi adóösszeírás szerint a nándori plébános 2 forint adót fizetett. Településünket az 1559. évi török adóösszeírásban a budai szandzsákban Mehmed bin Musztafa tímárbirtokaként tartották számon. Ekkor a töröknek adót fizetők száma 25 fő volt a faluban.
Ebben az időben a Kajács, Román, és Darános voltak a leggyakoribb családnevek, és Mihál, Gergel, Pál, Petre és Ambrus a leggyakrabban előforduló férfinevek a faluban.
A török időkben már állt a „Tabán” feletti dombon a Szent Miklós tiszteletére szentelt, valószínűleg szalmatetős kis templom, és mellette külön épített kő haranglábbal melyben három harang „lakott”.
A tizenöt éves háború idején, 1598-ban Nádasdy Ferenc birtoka volt, 1633-ban pedig, újra török területként, öt adóköteles háztartást írtak itt össze. Balassa Imrének 1660-ban jelentős részbirtokai voltak itt. 1715-ben és 1720-ban 15-15 magyar háztartást vettek számba a vármegyei összeírásokban. 1740-ben Jeszenszky- és Gerhard családok voltak az itteni birtokosok. 1770-ben részben az alsópetényi uradalomhoz tartozott, részben Eszterházy Miklósé, 1826-ban pedig a báró Prónay család birtoka.
A török idők után lassan nőtt a lakosság száma, amivel együtt járt különféle mesteremberek megtelepedése is. Említés esik a faluban működő molnárról (ekkor már van malma Nándornak), kovácsról, sörfőzőről. Ez időben már fellelhetők a ma is olyan gyakori családnevek, mint a Varga, Nagy, Poroszka, Bagyal, Seres.
Az 1782-85-ben, II. József idejében felvett országleírás, és népszámlálás adataiból kitűnik, hogy Nándorban ekkor 91 ház volt 108 családdal és 602 lakossal. Ebből 290 nő volt. A faluban ebben az időben csak két szilárd épület található, a templom és a plébánia.
1767-ben Nándorban született az a Poroszkay János, aki előbb a váci papnevelő intézet rendes tanára, majd kanonok, később székesegyházi főesperes lett, és őrkanonokként halt meg, és aki már 1825-ben 6.000 váltóforintot hagyott a Magyarnándorban építendő új, nagy templom költségeire.
Az 1870-es népszámláláskor Nándor a kékkői járáshoz tartozott. A népesség ekkor 796 fő, ebből 373 férfi és 423 nő volt. Három tanítóval működött már iskola is.
1896-ban adták át a forgalomnak az Aszód-Balassagyarmat közötti vasútvonalat, amely a főváros elérését tette lehetővé. A vasút a község gazdasági fejlődése számára is jótékonyan hatott.

## Közélete

### Polgármesterei
- 1990–1994: Sándor István (független)[3][4]
- 1994–1998: Sándor István (független)[5]
- 1998–2002: Sándor István (független)[6]
- 2002–2006: Sándor István (független)[7]
- 2006–2010: Bögös Tamás (független)[8]
- 2010–2014: Sándor István (független)[9]
- 2014–2019: Sándor István (független)[10]
- 2019–2024: Schmiedt Károly (független)[11]
- 2024– : Schmiedt Károly (független)[1]

## Népesség
A település népességének változása:
| Lakosok száma | 1282 | 1232 | 1158 | 1122 | 1097 | 1010 | 998  | 1055 | 1030 | 1052 |
|               | 1990 | 2001 | 2011 | 2013 | 2014 | 2019 | 2021 | 2022 | 2023 | 2024 |

2001-ben a település lakosságának 99%-a magyar, 1%-a cigány nemzetiségűnek vallotta magát.
A 2011-es népszámlálás során a lakosok 92,5%-a magyarnak, 0,8% cigánynak, 0,3% németnek, 0,3% szlováknak mondta magát (7,4% nem nyilatkozott; a kettős identitások miatt a végösszeg nagyobb lehet 100%-nál). A vallási megoszlás a következő volt: római katolikus 82,5%, református 0,7%, evangélikus 2,3%, felekezeten kívüli 2% (12,3% nem nyilatkozott).
2022-ben a lakosság 91,8%-a vallotta magát magyarnak, 3% cigánynak, 0,2% németnek, 0,1-0,1% ukránnak, szlováknak, ruszinnak, szerbnek és görögnek, 2,2% egyéb, nem hazai nemzetiségűnek (8,2% nem nyilatkozott; a kettős identitások miatt a végösszeg nagyobb lehet 100%-nál). Vallásuk szerint 64,3% volt római katolikus, 1,9% evangélikus, 0,5% református, 0,1% ortodox, 0,6% egyéb keresztény, 1,2% egyéb katolikus, 3,4% felekezeten kívüli (28,1% nem válaszolt).

## Látnivalók
- A 2008-ban 150 éves római katolikus templom.

1855. április 21-én helyezték el az új templom alapkövét. A több mint három évig tartó építkezést bizonyos Carolus Duliczky nevű építőmester kezdte el, ám nemsokára Kanizsai Alajos váci uradalmi építész folytatta és fejezte be. Végül a templomot 1858. december 12-én szentelte fel a szintén nándori születésű Poroszkay Péter romhányi esperes, aki a jeles alkalomból ajándékozta a templomnak a ma is az eredeti helyén látható, Szent Miklóst ábrázoló oltárképet.
- Rézparti víztározó sporthorgászatra kiválóan alkalmas kilenchektáros tó, melyet sétaúton járhatunk körbe. A tó fölött magasodó hegyekről gyönyörű kilátást élvezhetünk. A víztározó gyönyörű helyen létesült. A megkapóan nyugodt környezet természetfotózásra, horgászatra, kirándulásra kiválóan alkalmas.

Az 1997-ben létesült tározót és a tavat délről körülölelő hegyeket gazdag madárvilág lakja. E hegyek egyik geológiai érdekessége a tó fölött kialakult képződmény, egy homokkő-ív, amely a kőzet sajátos eróziójából keletkezett.
A tóban horgászható halak: ponty, amur, keszeg, süllő, csuka. Az egyre népszerűbb tavon évente több horgászversenyt is rendeznek. (Horgászjegy vásárolható a községben.)
- A környék erdői és tisztásai jelentős szarvas-, őz- és vaddisznóállománynak adnak otthont. A vadállomány bel- és külföldi vadászokat vonz.
- Hősök szobra: A község központjában található első világháborúban elesett negyven katona emlékművét 1933-ban Serédi Jusztinián hercegprímás szentelte föl.

Az emlékművön, melynek tetején a Magyar Szent Korona műkőből készült mása látható. 1953-óta emléktábla őrzi a község 27 második világháborús áldozatának a nevét is.
- Az emlékműnél a doni áttörés évfordulójakor januárban, és Hősök Napján, május utolsó vasárnapján tartanak megemlékezéseket.
- Mária kápolnácska (káponka) a falu déli kivezető útja mentén található. 19. század végén épült, többször felújították.

A káponka köszönti elsőként a faluba érkezőt, és az innen távozót. Az oldalain lévő fülkékben valamikor Nepomuki Szent János és Mária szobrok voltak elhelyezve. Ma a nyugati (út felőli) oldalon Mária, a Magyarok Nagyasszonya szobor látható a kis Jézussal, fején a Szent Koronával, Nagy-Magyarország címerével.
- Községháza: A Polgármesteri Hivatal és a körjegyzőség épülete.

Az ötvenes években emelt épület eleinte csak Magyarnándor közigazgatási teendőinek ellátását szolgálta. Ma már a magyarnándori polgármester hivatala mellett három község közigazgatási feladatainak adminisztrációja zajlik itt. A körjegyzőséghez Magyarnándor, Cserháthaláp és Debercsény községek tartoznak.
- Buttler-kastély

## Jeles személyiségek
Magyarnándor jeles személyiségei
Poroszkay János
Magyarnándorban született 1767-ben. Teológiát végzett a budai egyetemen, ahol hittudorrá avatták. A váci papnevelő intézetben az egyházjog, a történelem és a biblicum rendes tanára, tanulmányi felügyelő. 1799-ben bagi plébános, majd 1808-tól kispréposti és kanonoki kinevezést kapott az uralkodótól. 1822-ben székesegyházi főesperes lett, majd megkapta a babóti címzetes apátságot. Őrkanonokként halt meg 1825-ben. Szülőfalujában Magyarnándorban építendő templomra 6.000 váltóforintot hagyott.
Poroszkay Péter
1802-ben született Magyarnándorban. Teológiát végzett a bécsi egyetemen, mint pazmanita. 1825-ben szentelték pappá. 1828-ban püspöki iktató, majd szertartó és szentszéki jegyző lett. Zsámbokon, Romhányban plébános, 1858-ban pedig kerületi esperes lett. 1863-ban székesegyházi kanonok, 1872-ben dornaui címzetes prépost, majd 1888-ban bekövetkezett haláláig olvasókanonok volt. Ő szentelte fel 1858. december 12-én az új nándori templomot, és ajándékozta a templomnak a Szent Miklóst ábrázoló oltárképet.
Kőszeghy Albert
1888-ban született Magyarnándorban. Kántortanító. Középiskolába Vácott, képzőbe Léván járt. Előbb Ipolyvarbón, Mohorán működött, majd 1929-től Magyarnándorban. A Nemzeti Egységpárt titkára, községi képviselő, közgyám, a Hitelszövetkezet könyvelője, és a Hangya igazgatója. Az orosz, román és az olasz fronton is harcolt az első világháborúban. Bronz Vitézségi Éremmel és Károly Csapatkereszttel tüntették ki. Funkcióiból látható, hogy általános közmegbecsülés övezte. 1952-ben halt meg, Magyarnándorban van eltemetve.
Bolla Gyula
Magyarnándorban működött, mint leventeoktató, tanító. Életéről viszonylag keveset tudunk. A rábízott fiatal gyerekeket hazaküldte, nem vitte ki a frontra a németek utasítása ellenére. Ő maga is hazaindult feleségével szekéren Szécsényhalásziba (ma Ludányhalászi). 1944 decemberében az oroszok a szügyi vasúti őrháznál lőtték agyon várandós feleségével együtt. Édesanyja Ludányhalásziban temette el.
Konczek József
1942-ben született Magyarnándorban. Tanár, újságíró, író-költő. 1962 óta több folyóirat, így az Új Írás, a Napjaink, az Alföld, a Palócföld, a Polisz, a Céh, az új Horizont, a Napút és az ungvári Netpansíp közölte írásait. Kötetei: Galambok, galambok a történelemben (ELTE, 1984), Episztola (Salgótarján, 1987), Egy szó (Palócföld könyvek, 1987), Damó (Masszi Kiadó, 2001), A tájjal maradtam (Hét Krajcár Kiadó, 2006), Formáért sóvárgó (Hét Krajcár Kiadó, 2008) és fanyar meséit tartalmazó Az okos szamár (Hungarovox, 2008). Ideje egy részét „hazatérve”, Magyarnándorban tölti.

## Képek

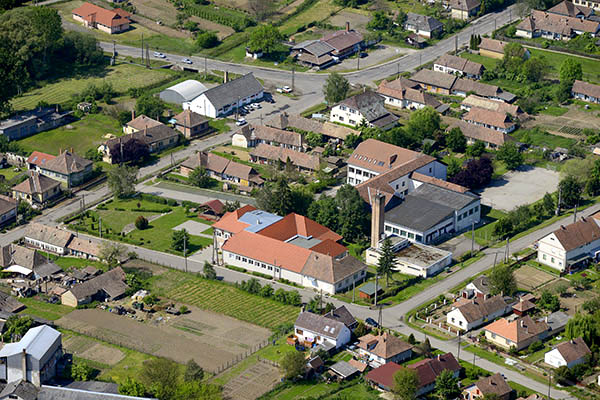
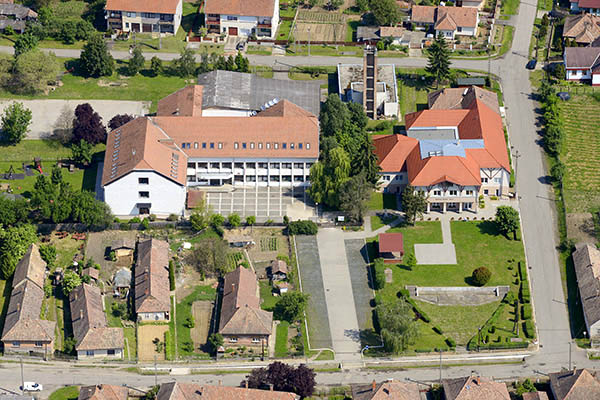
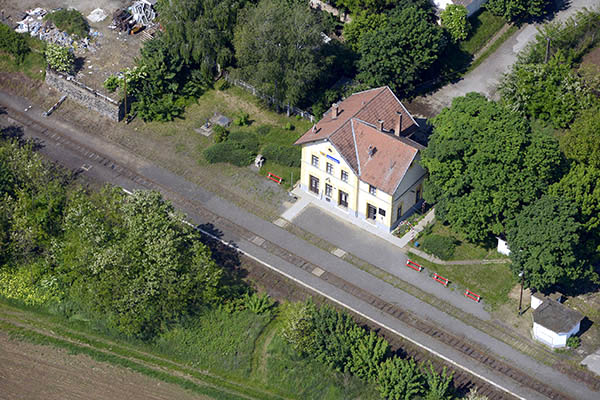
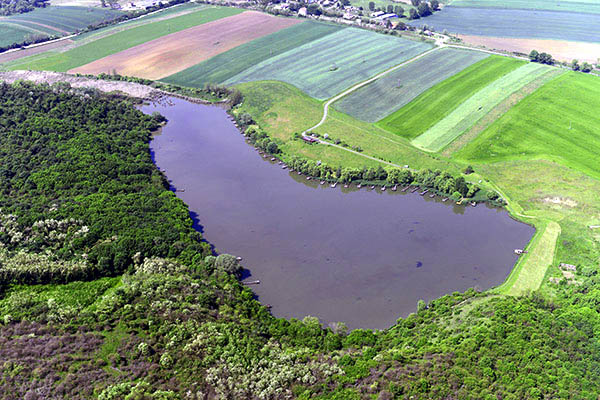

## Külső hivatkozások
- Magyarnándor Önkormányzatának honlapja
- Magyarnándor az utazom.com honlapján
- Magyarnándor az Ipoly-menti Palócok Honlapján
- Nándor TV - Hírek, információk, tudósítások Magyarnándorból